# Zbyněk Novotný
Zbyněk Novotný (* 9. ledna 1967) je český politik, počátkem 21. století poslanec Poslanecké sněmovny za ODS.

## Biografie
Získal střední odborné vzdělání s maturitou na SOŠ elektrotechnická v Praze (obor mechanik, elektronik). Do roku 1990 pracoval jako technik v podniku Kovoslužba Praha, pak se stal podnikatelem (firma Novotný elektronik). Členem ODS v obvodu Praha 8 je od roku 1996, v roce 1997 se stal místopředsedou místního sdružení strany, v roce 1999 předsedou. Je rozvedený. V komunálních volbách roku 1998 za ODS neúspěšně kandidoval jistý Zbyněk Novotný do zastupitelstva městské části Praha-Újezd. Profesně se uvádí jako podnikatel.
Ve volbách v roce 2002 byl zvolen do poslanecké sněmovny za ODS (volební obvod Praha). Byl členem sněmovního výboru pro vědu, vzdělání, kulturu, mládež a tělovýchovu. Mandát poslance obhájil ve volbách v roce 2006. Nadále zasedal ve výboru pro vědu, vzdělání, kulturu, mládež a tělovýchovu a byl rovněž členem petičního výboru. Ve sněmovně setrval do voleb v roce 2010. Zaměřoval se na mediální problematiku, veřejnoprávní média a digitalizaci.